# Eixample Malagrida
L'Eixample Malagrida és un barri d'Olot, a la Garrotxa. Es començà a urbanitzar el 1916 seguint l'estil de les ciutats-jardí angleses. Té una estructura radial de carrers que convergeixen en la plaça d'Espanya. És una obra inclosa a l'Inventari del Patrimoni Arquitectònic de Catalunya.

## Història
El 1916, Manuel Malagrida i Fontanet, un indià enriquit amb el comerç del tabac, encetà la renovació urbanística d'Olot amb la construcció d'una ciutat jardí amb grans torres i edificis envoltats de jardins. La zona escollida foren uns aiguamolls, "El Pla dels Llacs", que s'estenien al sud-oest del nucli antic de la ciutat. El disseny el feren en Malagrida i, en la part tècnica, l'arquitecte municipal Joan Roca i Pinet. El promotor volgué mostrar l'agermanament Espanya-Amèrica batejant amb el nom de "pont de Colom" el pas que salva el Fluvià i posant noms de regions espanyoles i de països americans a les vies que encreuaven el barri. La segona fase del projecte, que havia de dur a terme l'arquitecte Josep Esteve, només es plasmà amb el pont esmentat, del 1926, que havia d'unir-ne les dues parts.
La urbanització fou inaugurada solemnement el 26 d'octubre del 1927 pel rei Alfons XIII quan aquest visità Olot convidat per en Manuel Malagrida.

## Descripció

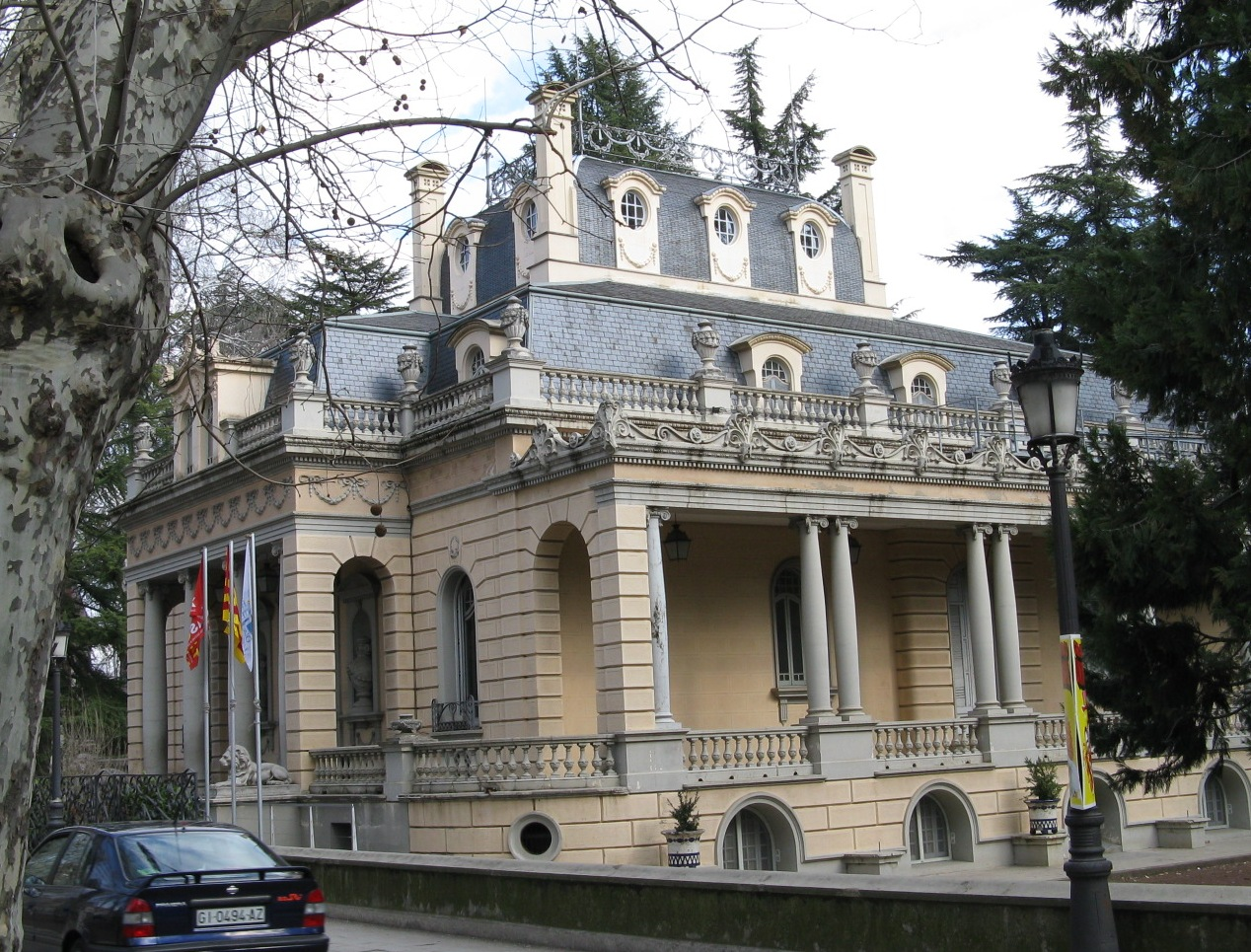
Torre Malagrida

El barri de l'Eixample Malagrida es va començar a urbanitzar el 1916 seguint l'estil de les ciutats-jardí noucentistes angleses, caracteritzades per abundants zones verdes entre les quals es construïen cases. Estructuralment consisteix en carrers radials que pateixen de les places d'Amèrica i d'Espanya, i enllaçats pel pont Colom al pas del riu Fluvià. Els terrenys pertanyien a Manuel Malagrida, qui els va cedir a l'ajuntament, amb la condició que cap carrer o plaça portés el seu nom, i que les dues avingudes principals dugessin els noms d'Espanya i de la República Argentina. El projecte preveia la construcció de les infraestructures pròpies d'un barri: una escola, un museu, una biblioteca, uns jardins públics en el Prat de les Mores, i inclús el Círculo Olotense. A més a més es van cedir els xamfrans de la plaça central per aixecar-hi la casa de la vila. En definitiva una ciutat jardí amb grans torres i edificis envoltats de jardins.
Són remarcables la casa Masramon, de 1913-1914 i obra de Rafael Masó, la casa Pons i Tusquets (1916, arquitecte Albert Blasco) i la "Torre Malagrida" que el promotor s'hi feu construir el 1920 en estil noucentista (arquitecte Bonaventura Bassegoda). En l'actualitat aquesta és de propietat municipal i estatja un alberg juvenil. Altres edificis per a esmentar són la Torre de la Riba, les cases Vayreda i Juncosa i el "Grup Escolar Malagrida" (1926, Josep Goday). En la ciutat jardí també s'hi bastí la Biblioteca Popular (1918), en l'estil noucentista que la Mancomunitat emprà en aquests edificis. No es conserva en l'actualitat.